# 乌鸦与麻雀
乌鸦与麻雀是一部中国黑白影片，由昆仑影业公司摄制于1949年中国共产党夺取政权前夕，郑君里导演。这部影片对行将退守台灣的蒋中正的南京政府官僚的贪污采取严厉的批评态度，直到国共内战结束以后才得以放映。 
这部电影講述的是一群上海租户通過各種手段防止腐败的国民党官员出售他们的公寓楼，以免自己淪落街頭。
赵丹，孙道临，吳茵，上官云珠，黄宗英等众多明星在这部电影中担任主要角色。

## 演员表
- 张立德 饰 老魏
- 黄宗英 饰 余小瑛
- 王蓓 饰 小阿妹
- 赵丹 饰 萧老板
- 吴茵 饰 萧太太
- 徐伟杰 饰 大毛
- 邱奂 饰 二毛
- 葛梅强 饰 小毛
- 孙道临 饰 华洁之
- 上官云珠 饰 华太太
- 王露露 饰 薇薇
- 魏鹤龄 饰 孔有文
- 李天济 饰 侯义伯
- 奇梦石 饰 老刘
- 傅伯棠 饰 老赵
- 田广才 饰 老徐
- 李保罗 饰 校长
- 何剑飞 饰 李主任
- 张乾 饰 小吴
- 苗祝三 饰 胡协理
- 许蓝 饰 女客
- 程漠 饰 特务甲
- 关鹏 饰 特务乙
- 章志直 饰 流氓
- 王岚 饰 发面包者
- 石灵 饰 医生